# رافائيل سوبيس
رافائيل سوبيس (Rafael Augusto Sóbis do Nascimento) (17 يونيو 1985 في إيريتشيم في البرازيل – )؛ هو لاعب كرة قدم كان يلعب كمهاجم. يلعب مع منتخب البرازيل لكرة القدم منذ عام 2006.

## وصلات خارجية
- رافائيل سوبيس على موقع الاتحاد الدولي (مؤرشف)  (الإنجليزية)
- رافائيل سوبيس على موقع قاعدة بيانات كرة القدم.إي يو (الإنجليزية)
- رافائيل سوبيس على موقع ليكيب (الفرنسية)
- رافائيل سوبيس على موقع ناشيونال فوتبول تيمز (الإنجليزية)
- رافائيل سوبيس على موقع Soccerbase.com (لاعب) (الإنجليزية)
- رافائيل سوبيس على موقع Soccerway.com (الإنجليزية)
- رافائيل سوبيس على موقع أوليمبيديا (الإنجليزية)
- رافائيل سوبيس على موقع اللجنة الأولمبية البرازيلية (البرتغالية)
- رافائيل سوبيس على موقع AS.com (الإسبانية)